# Kaa Eneberg
Eeva Birgit Kaarina (Kaa) Eneberg, född 25 juni 1938 i Helsingfors, är en sverigefinländsk journalist och författare. 
Eneberg, som är dotter till ingenjör Matti Kaukoniemi och köksmästare Eva Grönholm, studerade vid Helsingfors universitet, var anställd på Hufvudstadsbladet i Helsingfors 1958–1959, på United Press International i Stockholm 1960–1969 och frilans i New York 1969–1973. Hon anställdes på Dagens Nyheter i Stockholm 1973 och blev politisk reporter där 1975.
Hon kom som krigsbarn till Sverige 1944.[källa behövs]

## Utmärkelser
För boken Tvingade till tystnad tilldelades Eneberg år 2001 Sveriges Advokatsamfunds journalistpris och Grävande journalisters bokpris Guldspaden.